# Гаргацоне (Болцано)
Гаргацоне (итал. Gargazzone) је насеље у Италији у округу Болцано, региону Трентино-Јужни Тирол.
Према процени из 2011. у насељу је живело 1441 становника. Насеље се налази на надморској висини од 266 м.

## Становништво
| 1931. | 1936. | 1951. | 1961. | 1971. | 1981. | 1991. | 2001. | 2011. |
| ----- | ----- | ----- | ----- | ----- | ----- | ----- | ----- | ----- |
| 558   | 643   | 705   | 817   | 943   | 1.038 | 1.140 | 1.366 | 1.665 |